# Saison 2019-2020 des Lakers de Los Angeles
La saison 2019-2020 des Lakers de Los Angeles est la 73e saison de la franchise des "Lakers" (sans compter le Detroit Gems de la saison 1946-1947 dans la NBL) et sa 71e saison en National Basketball Association (NBA).
À l'intersaison 2019, Anthony Davis rejoint l'effectif dans le cadre d'un transfert avec les Pelicans de La Nouvelle-Orléans. Le début d'année 2020 est marqué par la disparition de la légende de la franchise, Kobe Bryant, tragiquement disparu dans un accident d'hélicoptère. Le duo LeBron James et Davis est sélectionné pour le NBA All-Star Game 2020, qui est placé sous le symbole de Bryant avec un nouveau format. 
La saison a été suspendue par les officiels de la ligue après les matchs du 11 mars  après l'annonce que Rudy Gobert était positif au COVID-19.
Le 12 mars 2020, le président de la ligue Adam Silver annonce que le championnat est arrêté pour "au moins 30 jours". La franchise reprend la saison régulière le 31 juillet 2020, à Orlando.
Lors de la reprise de la saison régulière, les Lakers s'octroyent la première place de la conférence Ouest et le titre de champion de division Pacifique. Durant les playoffs, ils remportent leurs trois séries d'accession aux Finales NBA sur le score de 4-1 à chaque fois. Ils battent le Heat de Miami lors des Finales, pour remporter le 17e titre de l'histoire de la franchise, égalant le record des Celtics de Boston. James est élu MVP des Finales, devenant le premier joueur à remporter cette distinction avec trois équipes différentes.

## Draft
| Tour | Choix | Joueur          | Poste | Nationalité | Provenance               |
| ---- | ----- | --------------- | ----- | ----------- | ------------------------ |
| 1    | 4     | De'Andre Hunter | SF    | États-Unis  | Cavaliers de la Virginie |

## Matchs

### Summer League
| Summer League Total: 3-5 |

| Match | Date match  | Équipe       | Score    | Meilleur marqueur     | Meilleur rebondeur   | Meilleur passeur     | Lieux Spectateurs | Série |
| ----- | ----------- | ------------ | -------- | --------------------- | -------------------- | -------------------- | ----------------- | ----- |
| 1     | 1er juillet | Miami        | D 79-106 | Rosco Allen (13)      | Zach Norvell Jr. (7) | Miller, Norvell (3)  | Golden 1 Center   | 0 - 1 |
| 2     | 2 juillet   | Golden State | V 100-90 | Zach Norvell Jr. (20) | Devontae Cacok (12)  | Joseph Young (7)     | Golden 1 Center   | 1 - 1 |
| 3     | 3 juillet   | Sacramento   | V 99-97  | Jordan Howard (25)    | Mathias, Perkins (7) | Zach Norvell Jr. (8) | Golden 1 Center   | 2 - 1 |

| Match | Date match | Équipe        | Score    | Meilleur marqueur     | Meilleur rebondeur        | Meilleur passeur          | Lieux Spectateurs    | Série |
| ----- | ---------- | ------------- | -------- | --------------------- | ------------------------- | ------------------------- | -------------------- | ----- |
| 1     | 5 juillet  | Chicago       | D 76-96  | Zach Norvell Jr. (15) | Devontae Cacok (10)       | Zach Norvell Jr. (5)      | Thomas & Mack Center | 0 - 1 |
| 2     | 6 juillet  | L.A. Clippers | D 87-93  | Cacok, Young (17)     | Nick Perkins (9)          | Howard, Miller (4)        | Thomas & Mack Center | 0 - 2 |
| 3     | 8 juillet  | Golden State  | D 80-88  | Jordan Caroline (27)  | Codi Miller-McIntyre (10) | Codi Miller-McIntyre (10) | Thomas & Mack Center | 0 - 3 |
| 4     | 10 juillet | New York      | D 96-117 | Zach Norvell Jr. (20) | Devontae Cacok (9)        | Codi Miller-McIntyre (5)  | Thomas & Mack Center | 0 - 4 |
| 5     | 12 juillet | Golden State  | V 88-87  | Jordan Caroline (20)  | David Wear (9)            | Codi Miller-McIntyre (5)  | Thomas & Mack Center | 0 - 5 |

### Pré-saison
| Pré-saison Total: 3-3 (Domicile : 2-2; Extérieur : 1-1) |

| Match | Date match | Équipe         | Score     | Meilleur marqueur     | Meilleur rebondeur        | Meilleur passeur      | Lieux                       | Série |
| ----- | ---------- | -------------- | --------- | --------------------- | ------------------------- | --------------------- | --------------------------- | ----- |
| 1     | 5 octobre  | @ Golden State | V 123-101 | Anthony Davis (22)    | JaVale McGee (13)         | LeBron James (8)      | Chase Center                | 1 - 0 |
| 2     | 10 octobre | Brooklyn       | D 111-114 | LeBron James (20)     | JaVale McGee (10)         | Alex Caruso (8)       | Mercedes-Benz Arena         | 1 - 1 |
| 3     | 12 octobre | Brooklyn       | D 77-91   | Avery Bradley (14)    | Caldwell-Pope, Howard (6) | Alex Caruso (5)       | Shenzhen Universiade Center | 1 - 2 |
| 4     | 14 octobre | Golden State   | V 104-98  | Zach Norvell Jr. (22) | Dwight Howard (13)        | David Stockton (7)    | Staples Center              | 2 - 2 |
| 5     | 16 octobre | Golden State   | V 126-93  | Bradley, James (18)   | Anthony Davis (10)        | LeBron James (11)     | Staples Center              | 3 - 2 |
| 6     | 18 octobre | @ Golden State | D 103-124 | Zach Norvell Jr. (29) | Devontae Cacok (10)       | Demetrius Jackson (9) | Chase Center                | 3 - 3 |

### Matchs de préparation à Orlando avant la reprise de la saison régulière
| Matchs de préparation Total: 2-1 |

| Match | Date match | Équipe     | Score     | Meilleur marqueur | Meilleur rebondeur | Meilleur passeur    | Lieux                | Série |
| ----- | ---------- | ---------- | --------- | ----------------- | ------------------ | ------------------- | -------------------- | ----- |
| 1     | 23 juillet | Dallas     | D 104-108 | JaVale McGee (13) | Howard, Kuzma (7)  | LeBron James (5)    | Visa Athletic Center | 0 - 1 |
| 2     | 25 juillet | Orlando    | V 119-112 | Kyle Kuzma (25)   | Anthony Davis (10) | LeBron James (7)    | HP Field House       | 1 - 1 |
| 3     | 27 juillet | Washington | V 123-116 | J. R. Smith (20)  | Devontae Cacok (9) | Caruso, Waiters (6) | Visa Athletic Center | 2 - 1 |

### Saison régulière
| Saison régulière Total: 52-19 (Domicile : 25-10; Extérieur : 27-9) |

| Match | Date match | Équipe          | Score     | Meilleur marqueur  | Meilleur rebondeur | Meilleur passeur  | Lieux          | Série |
| ----- | ---------- | --------------- | --------- | ------------------ | ------------------ | ----------------- | -------------- | ----- |
| 1     | 22 octobre | @ L.A. Clippers | D 102-112 | Danny Green (28)   | Anthony Davis (10) | LeBron James (8)  | Staples Center | 0 - 1 |
| 2     | 25 octobre | Utah            | V 95-86   | LeBron James (32)  | Trois joueurs (7)  | LeBron James (10) | Staples Center | -     |
| 3     | 27 octobre | Charlotte       | V 120-101 | Anthony Davis (29) | Anthony Davis (14) | LeBron James (12) | Staples Center | 2 - 1 |
| 4     | 29 octobre | Memphis         | V 120-91  | Anthony Davis (40) | Anthony Davis (20) | LeBron James (8)  | Staples Center | 3 - 1 |

| Match | Date match   | Équipe                | Score          | Meilleur marqueur  | Meilleur rebondeur | Meilleur passeur  | Lieux                      | Série  |
| ----- | ------------ | --------------------- | -------------- | ------------------ | ------------------ | ----------------- | -------------------------- | ------ |
| 5     | 1er novembre | @ Dallas              | V 119-110 (OT) | LeBron James (39)  | LeBron James (12)  | LeBron James (16) | American Airlines Center   | 4 - 1  |
| 6     | 3 novembre   | @ San Antonio         | V 103-96       | Anthony Davis (25) | Dwight Howard (13) | LeBron James (13) | AT&T Center                | 5 - 1  |
| 7     | 5 novembre   | @ Chicago             | V 118-112      | LeBron James (30)  | LeBron James (10)  | LeBron James (11) | United Center              | 6 - 1  |
| 8     | 8 novembre   | Miami                 | V 95-80        | Anthony Davis (26) | JaVale McGee (10)  | Anthony Davis (7) | Staples Center             | 7 - 1  |
| 9     | 10 novembre  | Toronto               | D 104-113      | Anthony Davis (27) | LeBron James (13)  | LeBron James (15) | Staples Center             | 7 - 2  |
| 10    | 12 novembre  | @ Phoenix             | V 123-115      | Anthony Davis (24) | Anthony Davis (12) | LeBron James (11) | Talking Stick Resort Arena | 8 - 2  |
| 11    | 13 novembre  | Golden State          | V 120-94       | LeBron James (23)  | JaVale McGee (17)  | LeBron James (12) | Staples Center             | 9 - 2  |
| 12    | 15 novembre  | Sacramento            | V 99-97        | LeBron James (29)  | Howard, McGee (7)  | LeBron James (11) | Staples Center             | 10 - 2 |
| 13    | 17 novembre  | Atlanta               | V 122-101      | LeBron James (33)  | Dwight Howard (9)  | LeBron James (12) | Staples Center             | 11 - 2 |
| 14    | 19 novembre  | Oklahoma City         | V 112-107      | Anthony Davis (34) | LeBron James (11)  | James, Rondo (10) | Staples Center             | 12 - 2 |
| 15    | 22 novembre  | @ Oklahoma City       | V 130-127      | Anthony Davis (33) | Anthony Davis (11) | LeBron James (14) | Chesapeake Energy Arena    | 13 - 2 |
| 16    | 23 novembre  | @ Memphis             | V 109-108      | LeBron James (30)  | Dwight Howard (9)  | Rajon Rondo (6)   | FedExForum                 | 14 - 2 |
| 17    | 25 novembre  | @ San Antonio         | V 114-104      | LeBron James (33)  | Anthony Davis (12) | LeBron James (14) | AT&T Center                | 15 - 2 |
| 18    | 27 novembre  | @ La Nouvelle-Orléans | V 114-110      | Anthony Davis (41) | Anthony Davis (9)  | LeBron James (11) | Smoothie King Center       | 16 - 2 |
| 19    | 29 novembre  | Washington            | V 125-103      | Anthony Davis (26) | Anthony Davis (13) | LeBron James (11) | Staples Center             | 17 - 2 |

| Match | Date match   | Équipe        | Score     | Meilleur marqueur  | Meilleur rebondeur | Meilleur passeur  | Lieux                   | Série  |
| ----- | ------------ | ------------- | --------- | ------------------ | ------------------ | ----------------- | ----------------------- | ------ |
| 20    | 1er décembre | Dallas        | D 100-114 | Anthony Davis (27) | Davis, McGee (10)  | LeBron James (8)  | Staples Center          | 17 - 3 |
| 21    | 3 décembre   | @ Denver      | V 105-96  | Davis, James (25)  | Anthony Davis (10) | LeBron James (9)  | Pepsi Center            | 18 - 3 |
| 22    | 4 décembre   | @ Utah        | V 121-96  | Anthony Davis (26) | Howard, Rondo (9)  | James, Rondo (12) | Vivint Smart Home Arena | 19 - 3 |
| 23    | 6 décembre   | @ Portland    | V 136-113 | Anthony Davis (39) | Dwight Howard (10) | LeBron James (8)  | Moda Center             | 20 - 3 |
| 24    | 8 décembre   | Minnesota     | V 142-125 | Anthony Davis (50) | Danny Green (8)    | LeBron James (13) | Staples Center          | 21 - 3 |
| 25    | 11 décembre  | @ Orlando     | V 96-87   | LeBron James (25)  | Anthony Davis (12) | LeBron James (10) | Amway Center            | 22 - 3 |
| 26    | 13 décembre  | @ Miami       | V 113-110 | Anthony Davis (33) | Davis, McGee (10)  | LeBron James (12) | American Airlines Arena | 23 - 3 |
| 27    | 15 décembre  | @ Atlanta     | V 101-96  | LeBron James (32)  | Davis, James (13)  | LeBron James (7)  | State Farm Arena        | 24 - 3 |
| 28    | 17 décembre  | @ Indiana     | D 102-105 | Howard, James (20) | LeBron James (9)   | LeBron James (9)  | Bankers Life Fieldhouse | 24 - 4 |
| 29    | 19 décembre  | @ Milwaukee   | D 104-111 | Anthony Davis (36) | LeBron James (12)  | LeBron James (11) | Fiserv Forum            | 24 - 5 |
| 30    | 22 décembre  | Denver        | D 104-128 | Anthony Davis (32) | Anthony Davis (11) | Rajon Rondo (8)   | Staples Center          | 24 - 6 |
| 31    | 25 décembre  | L.A. Clippers | D 106-111 | Kyle Kuzma (25)    | Howard, James (9)  | LeBron James (10) | Staples Center          | 24 - 7 |
| 32    | 28 décembre  | @ Portland    | V 128-120 | Kyle Kuzma (24)    | Anthony Davis (9)  | LeBron James (16) | Moda Center             | 25 - 7 |
| 33    | 29 décembre  | Dallas        | V 108-95  | Anthony Davis (23) | Anthony Davis (9)  | LeBron James (13) | Staples Center          | 26 - 7 |

| Match                                               | Date match  | Équipe              | Score     | Meilleur marqueur  | Meilleur rebondeur | Meilleur passeur  | Lieux                    | Série   |
| --------------------------------------------------- | ----------- | ------------------- | --------- | ------------------ | ------------------ | ----------------- | ------------------------ | ------- |
| 34                                                  | 1er janvier | Phoenix             | V 117-107 | LeBron James (31)  | LeBron James (13)  | LeBron James (12) | Staples Center           | 27 - 7  |
| 35                                                  | 3 janvier   | La Nouvelle-Orléans | V 123-113 | Anthony Davis (46) | Anthony Davis (13) | LeBron James (15) | Staples Center           | 28 - 7  |
| 36                                                  | 5 janvier   | Détroit             | V 106-99  | Anthony Davis (24) | LeBron James (14)  | LeBron James (11) | Staples Center           | 29 - 7  |
| 37                                                  | 7 janvier   | New York            | V 117-87  | LeBron James (31)  | Dwight Howard (13) | Rajon Rondo (10)  | Staples Center           | 30 - 7  |
| 38                                                  | 10 janvier  | @ Dallas            | V 129-114 | LeBron James (35)  | LeBron James (16)  | LeBron James (7)  | American Airlines Center | 31 - 7  |
| 39                                                  | 11 janvier  | @ Oklahoma City     | V 125-110 | Kyle Kuzma (36)    | Dwight Howard (14) | Rajon Rondo (8)   | Chesapeake Energy Arena  | 32 - 7  |
| 40                                                  | 13 janvier  | Cleveland           | V 128-99  | LeBron James (31)  | Dwight Howard (15) | LeBron James (8)  | Staples Center           | 33 - 7  |
| 41                                                  | 15 janvier  | Orlando             | D 118-119 | Quinn Cook (22)    | Dwight Howard (16) | LeBron James (19) | Staples Center           | 33 - 8  |
| 42                                                  | 18 janvier  | @ Houston           | V 124-115 | LeBron James (31)  | Dwight Howard (10) | LeBron James (12) | Toyota Center            | 34 - 8  |
| 43                                                  | 20 janvier  | @ Boston            | D 107-139 | JaVale McGee (18)  | Dwight Howard (10) | LeBron James (13) | TD Garden                | 34 - 9  |
| 44                                                  | 22 janvier  | @ New York          | V 100-92  | Anthony Davis (28) | Dwight Howard (12) | Davis, James (5)  | Madison Square Garden    | 35 - 9  |
| 45                                                  | 23 janvier  | @ Brooklyn          | V 128-113 | LeBron James (27)  | Dwight Howard (12) | James, Rondo (10) | Barclays Center          | 36 - 9  |
| 46                                                  | 25 janvier  | @ Philadelphie      | D 91-108  | Anthony Davis (31) | Davis, James (7)   | LeBron James (8)  | Wells Fargo Center       | 36 - 10 |
| -                                                   | Reporté*    | L.A. Clippers       |           |                    |                    |                   | Staples Center           | -       |
| 47                                                  | 31 janvier  | Portland            | D 119-127 | Anthony Davis (37) | Davis, Kuzma (15)  | LeBron James (10) | Staples Center           | 36 - 11 |
| * Match reporté à la suite du décès de Kobe Bryant. |             |                     |           |                    |                    |                   |                          |         |

| Match                  | Date match  | Équipe              | Score          | Meilleur marqueur  | Meilleur rebondeur | Meilleur passeur  | Lieux           | Série   |
| ---------------------- | ----------- | ------------------- | -------------- | ------------------ | ------------------ | ----------------- | --------------- | ------- |
| 48                     | 1er février | @ Sacramento        | V 129-113      | Anthony Davis (21) | LeBron James (10)  | LeBron James (11) | Golden 1 Center | 37 - 11 |
| 49                     | 4 février   | San Antonio         | V 129-102      | LeBron James (36)  | Kyle Kuzma (12)    | LeBron James (9)  | Staples Center  | 38 - 11 |
| 50                     | 6 février   | Houston             | D 111-121      | Anthony Davis (32) | Anthony Davis (13) | LeBron James (15) | Staples Center  | 38 - 12 |
| 51                     | 8 février   | @ Golden State      | V 125-120      | Anthony Davis (27) | Anthony Davis (10) | LeBron James (11) | Chase Center    | 39 - 12 |
| 52                     | 10 février  | Phoenix             | V 125-100      | Anthony Davis (25) | Dwight Howard (15) | LeBron James (9)  | Staples Center  | 40 - 12 |
| 53                     | 12 février  | @ Denver            | V 120-116 (OT) | Anthony Davis (33) | LeBron James (12)  | LeBron James (14) | Pepsi Center    | 41 - 12 |
| NBA All-Star Game 2020 |             |                     |                |                    |                    |                   |                 |         |
| 54                     | 21 février  | Memphis             | V 117-105      | LeBron James (32)  | Anthony Davis (13) | LeBron James (7)  | Staples Center  | 42 - 12 |
| 55                     | 23 février  | Boston              | V 114-112      | Anthony Davis (32) | Anthony Davis (13) | LeBron James (9)  | Staples Center  | 43 - 12 |
| 56                     | 25 février  | La Nouvelle-Orléans | V 118-109      | LeBron James (40)  | Anthony Davis (14) | Alex Caruso (8)   | Staples Center  | 44 - 12 |
| 57                     | 27 février  | @ Golden State      | V 116-86       | Anthony Davis (23) | Dwight Howard (9)  | Rajon Rondo (6)   | Chase Center    | 45 - 12 |
| 58                     | 29 février  | @ Memphis           | D 88-105       | LeBron James (19)  | Anthony Davis (9)  | LeBron James (10) | FedExForum      | 45 - 13 |

| Match | Date match | Équipe                | Score     | Meilleur marqueur  | Meilleur rebondeur | Meilleur passeur  | Lieux                | Série   |
| ----- | ---------- | --------------------- | --------- | ------------------ | ------------------ | ----------------- | -------------------- | ------- |
| 59    | 1er mars   | @ La Nouvelle-Orléans | V 122-114 | LeBron James (34)  | LeBron James (12)  | LeBron James (13) | Smoothie King Center | 46 - 13 |
| 60    | 3 mars     | Philadelphie          | V 120-107 | Anthony Davis (37) | Anthony Davis (13) | LeBron James (14) | Staples Center       | 47 - 13 |
| 61    | 6 mars     | Milwaukee             | V 113-103 | LeBron James (37)  | JaVale McGee (11)  | LeBron James (8)  | Staples Center       | 48 - 13 |
| 62    | 8 mars     | @ L.A. Clippers       | V 112-103 | Anthony Davis (30) | Kyle Kuzma (10)    | LeBron James (9)  | Staples Center       | 49 - 13 |
| 63    | 10 mars    | Brooklyn              | D 102-104 | LeBron James (29)  | LeBron James (12)  | LeBron James (9)  | Staples Center       | 49 - 14 |

| Match | Date match | Équipe        | Score | Meilleur marqueur | Meilleur rebondeur | Meilleur passeur | Lieux                      | Série |
| ----- | ---------- | ------------- | ----- | ----------------- | ------------------ | ---------------- | -------------------------- | ----- |
| -     | Annulé     | Houston       |       |                   |                    |                  | Staples Center             | -     |
| -     | Annulé     | Denver        |       |                   |                    |                  | Staples Center             | -     |
| -     | Annulé     | @ Utah        |       |                   |                    |                  | Vivint Smart Home Arena    | -     |
| -     | Annulé     | Utah          |       |                   |                    |                  | Staples Center             | -     |
| -     | Annulé     | @ Charlotte   |       |                   |                    |                  | Spectrum Center            | -     |
| -     | Annulé     | @ Détroit     |       |                   |                    |                  | Little Caesars Arena       | -     |
| -     | Annulé     | @ Toronto     |       |                   |                    |                  | Scotiabank Arena           | -     |
| -     | Annulé     | @ Cleveland   |       |                   |                    |                  | Rocket Mortgage FieldHouse | -     |
| -     | Annulé     | @ Washington  |       |                   |                    |                  | Capital One Arena          | -     |
| -     | Annulé     | @ Minnesota   |       |                   |                    |                  | Target Center              | -     |
| -     | Annulé     | Indiana       |       |                   |                    |                  | Staples Center             | -     |
| -     | Annulé     | @ Sacramento  |       |                   |                    |                  | Golden 1 Center            | -     |
| -     | Annulé     | Oklahoma City |       |                   |                    |                  | Staples Center             | -     |
| -     | Annulé     | Golden State  |       |                   |                    |                  | Staples Center             | -     |
| -     | Annulé     | Chicago       |       |                   |                    |                  | Staples Center             | -     |
| -     | Annulé     | L.A. Clippers |       |                   |                    |                  | Staples Center             | -     |
| -     | Annulé     | Minnesota     |       |                   |                    |                  | Staples Center             | -     |
| -     | Annulé     | Sacramento    |       |                   |                    |                  | Staples Center             | -     |
| -     | Annulé     | @ Phoenix     |       |                   |                    |                  | Talking Stick Resort Arena | -     |

| Match | Date match | Équipe        | Score     | Meilleur marqueur  | Meilleur rebondeur | Meilleur passeur | Lieux              | Série   |
| ----- | ---------- | ------------- | --------- | ------------------ | ------------------ | ---------------- | ------------------ | ------- |
| 64    | 30 juillet | L.A. Clippers | V 103-101 | Anthony Davis (34) | LeBron James (11)  | LeBron James (7) | AdventHealth Arena | 50 - 14 |

| Match | Date match | Équipe        | Score     | Meilleur marqueur  | Meilleur rebondeur  | Meilleur passeur    | Lieux              | Série   |
| ----- | ---------- | ------------- | --------- | ------------------ | ------------------- | ------------------- | ------------------ | ------- |
| 65    | 1er août   | @ Toronto     | D 92-107  | LeBron James (20)  | LeBron James (10)   | LeBron James (5)    | AdventHealth Arena | 50 - 15 |
| 66    | 3 août     | @ Utah        | V 116-108 | Anthony Davis (42) | Anthony Davis (12)  | LeBron James (9)    | AdventHealth Arena | 51 - 15 |
| 67    | 5 août     | Oklahoma City | D 86-105  | LeBron James (19)  | LeBron James (11)   | Anthony Davis (5)   | The Field House    | 51 - 16 |
| 68    | 6 août     | @ Houston     | D 97-113  | Kyle Kuzma (21)    | Dwight Howard (15)  | Quinn Cook (4)      | AdventHealth Arena | 51 - 17 |
| 69    | 8 août     | @ Indiana     | D 111-116 | LeBron James (31)  | Dwight Howard (12)  | LeBron James (7)    | The Field House    | 51 - 18 |
| 70    | 10 août    | Denver        | V 124-121 | LeBron James (29)  | Markieff Morris (7) | LeBron James (12)   | AdventHealth Arena | 52 - 18 |
| 71    | 13 août    | Sacramento    | D 122-136 | Dion Waiters (19)  | JaVale McGee (9)    | Dudley, Waiters (5) | The Field House    | 52 - 19 |

### Playoffs
| Playoffs Total: 16-5 (Domicile : 8-3; Extérieur : 8-2) |

| Match | Date match | Équipe     | Score     | Meilleur marqueur  | Meilleur rebondeur | Meilleur passeur  | Lieux              | Série |
| ----- | ---------- | ---------- | --------- | ------------------ | ------------------ | ----------------- | ------------------ | ----- |
| 1     | 18 août    | Portland   | D 93-100  | Anthony Davis (28) | LeBron James (17)  | LeBron James (16) | AdventHealth Arena | 0 - 1 |
| 2     | 20 août    | Portland   | V 111-88  | Anthony Davis (31) | Anthony Davis (11) | LeBron James (7)  | AdventHealth Arena | 1 - 1 |
| 3     | 22 août    | @ Portland | V 116-108 | LeBron James (38)  | LeBron James (12)  | Davis, James (8)  | AdventHealth Arena | 2 - 1 |
| 4     | 24 août    | @ Portland | V 135-115 | LeBron James (30)  | Dwight Howard (8)  | LeBron James (10) | AdventHealth Arena | 3 - 1 |
| 5     | 29 août    | Portland   | V 131-122 | Anthony Davis (43) | LeBron James (10)  | LeBron James (10) | AdventHealth Arena | 4 - 1 |

| Match | Date match   | Équipe    | Score     | Meilleur marqueur  | Meilleur rebondeur | Meilleur passeur | Lieux              | Série |
| ----- | ------------ | --------- | --------- | ------------------ | ------------------ | ---------------- | ------------------ | ----- |
| 1     | 4 septembre  | Houston   | D 97-112  | Anthony Davis (25) | Anthony Davis (14) | LeBron James (7) | AdventHealth Arena | 0 - 1 |
| 2     | 6 septembre  | Houston   | V 117-109 | Anthony Davis (34) | LeBron James (11)  | James, Rondo (9) | AdventHealth Arena | 1 - 1 |
| 3     | 8 septembre  | @ Houston | V 112-102 | LeBron James (36)  | Anthony Davis (15) | Rajon Rondo (9)  | AdventHealth Arena | 2 - 1 |
| 4     | 10 septembre | @ Houston | V 110-100 | Anthony Davis (29) | LeBron James (15)  | LeBron James (9) | AdventHealth Arena | 3 - 1 |
| 5     | 12 septembre | Houston   | V 119-96  | LeBron James (29)  | Davis, James (11)  | LeBron James (7) | AdventHealth Arena | 4 - 1 |

| Match | Date match   | Équipe   | Score     | Meilleur marqueur  | Meilleur rebondeur | Meilleur passeur  | Lieux              | Série |
| ----- | ------------ | -------- | --------- | ------------------ | ------------------ | ----------------- | ------------------ | ----- |
| 1     | 18 septembre | Denver   | V 126-114 | Anthony Davis (37) | Anthony Davis (10) | LeBron James (12) | AdventHealth Arena | 1 - 0 |
| 2     | 20 septembre | Denver   | V 105-103 | Anthony Davis (31) | LeBron James (11)  | Rajon Rondo (9)   | AdventHealth Arena | 2 - 0 |
| 3     | 22 septembre | @ Denver | D 106-114 | LeBron James (30)  | LeBron James (10)  | LeBron James (11) | AdventHealth Arena | 2 - 1 |
| 4     | 24 septembre | @ Denver | V 114-108 | Anthony Davis (34) | Dwight Howard (11) | LeBron James (8)  | AdventHealth Arena | 3 - 1 |
| 5     | 26 septembre | Denver   | V 117-107 | LeBron James (38)  | LeBron James (16)  | LeBron James (10) | AdventHealth Arena | 4 - 1 |

| Match | Date match   | Équipe  | Score     | Meilleur marqueur  | Meilleur rebondeur | Meilleur passeur  | Lieux              | Série |
| ----- | ------------ | ------- | --------- | ------------------ | ------------------ | ----------------- | ------------------ | ----- |
| 1     | 30 septembre | Miami   | V 116-98  | Anthony Davis (34) | LeBron James (13)  | LeBron James (9)  | AdventHealth Arena | 1 - 0 |
| 2     | 2 octobre    | Miami   | V 124-114 | LeBron James (33)  | Anthony Davis (14) | Rajon Rondo (10)  | AdventHealth Arena | 2 - 0 |
| 3     | 4 octobre    | @ Miami | D 104-115 | LeBron James (25)  | LeBron James (10)  | LeBron James (8)  | AdventHealth Arena | 2 - 1 |
| 4     | 6 octobre    | @ Miami | V 102-96  | LeBron James (28)  | LeBron James (12)  | LeBron James (8)  | AdventHealth Arena | 3 - 1 |
| 5     | 9 octobre    | Miami   | D 108-111 | LeBron James (40)  | LeBron James (13)  | LeBron James (7)  | AdventHealth Arena | 3 - 2 |
| 6     | 11 octobre   | @ Miami | V 106-93  | LeBron James (28)  | Anthony Davis (15) | LeBron James (10) | AdventHealth Arena | 4 - 2 |

### Confrontations en saison régulière
| Conférence Est      | Conférence Est                             | Conférence Est                             | Conférence Ouest                           | Conférence Ouest                           | Conférence Ouest                           | Conférence Ouest                           | Conférence Ouest                           |
| Division Atlantique | Division Atlantique                        | Division Atlantique                        | Division Nord-Ouest                        | Division Nord-Ouest                        | Division Nord-Ouest                        | Division Nord-Ouest                        | Division Nord-Ouest                        |
| Équipe              | Domicile                                   | Extérieur                                  | Équipe                                     | Domicile                                   | Domicile                                   | Extérieur                                  | Extérieur                                  |
| ------------------- | ------------------------------------------ | ------------------------------------------ | ------------------------------------------ | ------------------------------------------ | ------------------------------------------ | ------------------------------------------ | ------------------------------------------ |
| Boston              | 114-112                                    | 107-139                                    | Denver                                     | 104-128                                    |                                            | 105-96                                     | 120-116 (OT)                               |
| Brooklyn            | 102-104                                    | 128-113                                    | Minnesota                                  | 142-125                                    |                                            |                                            |                                            |
| New York            | 117-87                                     | 100-92                                     | Oklahoma City                              | 112-107                                    |                                            | 130-127                                    | 125-110                                    |
| Philadelphie        | 120-107                                    | 91-108                                     | Portland                                   | 119-127                                    |                                            | 136-113                                    | 128-120                                    |
| Toronto             | 104-113                                    |                                            | Utah                                       | 95-86                                      |                                            | 121-96                                     |                                            |
| Matchs à Orlando    |                                            |                                            |                                            |                                            |                                            |                                            |                                            |
| Toronto             |                                            | 92-107                                     | Denver                                     | 124-121                                    |                                            |                                            |                                            |
|                     |                                            |                                            | Oklahoma City                              | 86-105                                     |                                            |                                            |                                            |
|                     |                                            |                                            | Utah                                       |                                            |                                            | 116-108                                    |                                            |
|                     | 3–2                                        | 2–3                                        |                                            | 4–3                                        | 4–3                                        | 8–0                                        | 8–0                                        |
| Division            | 5–5                                        | 5–5                                        | Division                                   | 12–3                                       | 12–3                                       | 12–3                                       | 12–3                                       |
| Division Centrale   | Division Centrale                          | Division Centrale                          | Division Pacifique                         | Division Pacifique                         | Division Pacifique                         | Division Pacifique                         | Division Pacifique                         |
| Équipe              | Domicile                                   | Extérieur                                  | Équipe                                     | Domicile                                   | Domicile                                   | Extérieur                                  | Extérieur                                  |
| Chicago             |                                            | 118-112                                    | Golden State                               | 120-94                                     |                                            | 125-120                                    | 116-86                                     |
| Cleveland           | 128-99                                     |                                            | L.A. Clippers                              | 106-111                                    |                                            | 102-112                                    | 112-103                                    |
| Detroit             | 106-99                                     |                                            |                                            |                                            |                                            |                                            |                                            |
| Indiana             |                                            | 102-105                                    | Phoenix                                    | 117-107                                    | 125-100                                    | 123-115                                    |                                            |
| Milwaukee           | 113-103                                    | 104-111                                    | Sacramento                                 | 99-97                                      |                                            | 129-113                                    |                                            |
|                     |                                            |                                            | Matchs à Orlando                           |                                            |                                            |                                            |                                            |
| Indiana             |                                            | 111-116                                    | L.A. Clippers                              | 103-101                                    |                                            |                                            |                                            |
|                     |                                            |                                            | Sacramento                                 | 122-136                                    |                                            |                                            |                                            |
|                     | 3–0                                        | 1–3                                        |                                            | 5–2                                        | 5–2                                        | 5–1                                        | 5–1                                        |
| Division            | 4–3                                        | 4–3                                        | Division                                   | 10–3                                       | 10–3                                       | 10–3                                       | 10–3                                       |
| Division Sud-Est    | Division Sud-Est                           | Division Sud-Est                           | Division Sud-Ouest                         | Division Sud-Ouest                         | Division Sud-Ouest                         | Division Sud-Ouest                         | Division Sud-Ouest                         |
| Équipe              | Domicile                                   | Extérieur                                  | Équipe                                     | Domicile                                   | Domicile                                   | Extérieur                                  | Extérieur                                  |
| Atlanta             | 122-101                                    | 101-96                                     | Dallas                                     | 100-114                                    | 108-95                                     | 119-110 (OT)                               | 129-114                                    |
| Charlotte           | 120-101                                    |                                            | Houston                                    | 111-121                                    |                                            | 124-115                                    |                                            |
| Miami               | 95-80                                      | 113-110                                    | Memphis                                    | 120-91                                     | 117-105                                    | 109-108                                    | 88-105                                     |
| Orlando             | 118-119                                    | 96-87                                      | New Orleans                                | 123-113                                    | 118-109                                    | 114-110                                    | 122-114                                    |
| Washington          | 125-103                                    |                                            | San Antonio                                | 129-102                                    |                                            | 103-96                                     | 114-104                                    |
| Matchs à Orlando    |                                            |                                            |                                            |                                            |                                            |                                            |                                            |
|                     |                                            |                                            | Houston                                    |                                            |                                            | 97-113                                     |                                            |
|                     | 4–1                                        | 3–0                                        |                                            | 6–2                                        | 6–2                                        | 8–2                                        | 8–2                                        |
| Division            | 7–1                                        | 7–1                                        | Division                                   | 14–4                                       | 14–4                                       | 14–4                                       | 14–4                                       |
| Conférence          | 16–9 (Domicile : 10–3; Extérieur : 6–6)    | 16–9 (Domicile : 10–3; Extérieur : 6–6)    | Conférence                                 | 36–10 (Domicile : 15–7; Extérieur : 21–3)  | 36–10 (Domicile : 15–7; Extérieur : 21–3)  | 36–10 (Domicile : 15–7; Extérieur : 21–3)  | 36–10 (Domicile : 15–7; Extérieur : 21–3)  |
| Total               | 52–19 (Domicile : 25–10; Extérieur : 27–9) | 52–19 (Domicile : 25–10; Extérieur : 27–9) | 52–19 (Domicile : 25–10; Extérieur : 27–9) | 52–19 (Domicile : 25–10; Extérieur : 27–9) | 52–19 (Domicile : 25–10; Extérieur : 27–9) | 52–19 (Domicile : 25–10; Extérieur : 27–9) | 52–19 (Domicile : 25–10; Extérieur : 27–9) |

## Classements
| Conférence Ouest | Conférence Ouest                | Conférence Ouest | Conférence Ouest | Conférence Ouest | Conférence Ouest | Conférence Ouest | Conférence Ouest |
| No               | Franchise                       | Vic.             | Def.             | MJ               | V/D              | GB               |                  |
| ---------------- | ------------------------------- | ---------------- | ---------------- | ---------------- | ---------------- | ---------------- | ---------------- |
| 1                | Lakers de Los Angeles           | 52               | 19               | 71               | .732             | –                |                  |
| 2                | Clippers de Los Angeles         | 49               | 23               | 72               | .681             | 3.5              |                  |
| 3                | Nuggets de Denver               | 46               | 27               | 73               | .630             | 7                |                  |
| 4                | Rockets de Houston              | 44               | 28               | 72               | .611             | 8.5              |                  |
| 5                | Thunder d'Oklahoma City         | 44               | 28               | 72               | .611             | 8.5              |                  |
| 6                | Jazz de l'Utah                  | 44               | 28               | 72               | .611             | 8.5              |                  |
| 7                | Mavericks de Dallas             | 43               | 32               | 75               | .573             | 11               |                  |
| 8                | Trail Blazers de Portland (PI)  | 35               | 39               | 74               | .473             | 18.5             |                  |
|                  |                                 |                  |                  |                  |                  |                  |                  |
| 9                | Grizzlies de Memphis (PI)       | 34               | 39               | 73               | .466             | 19               |                  |
| 10               | Suns de Phoenix                 | 34               | 39               | 73               | .466             | 19               |                  |
| 11               | Spurs de San Antonio            | 32               | 39               | 71               | .451             | 20               |                  |
| 12               | Kings de Sacramento             | 31               | 41               | 72               | .431             | 21.5             |                  |
| 13               | Pelicans de La Nouvelle-Orléans | 30               | 42               | 72               | .417             | 22.5             |                  |
| 14               | Timberwolves du Minnesota       | 19               | 45               | 64               | .297             | 29.5             |                  |
| 15               | Warriors de Golden State        | 15               | 50               | 65               | .231             | 34               |                  |

| Division Pacifique       | V  | D  | MJ | V/D  | GB   | Dom   | Ext   | Div  |
| ------------------------ | -- | -- | -- | ---- | ---- | ----- | ----- | ---- |
| Lakers de Los Angeles    | 52 | 19 | 71 | .732 | –    | 25–10 | 27–9  | 10–3 |
| Clippers de Los Angeles  | 49 | 23 | 72 | .681 | 3.5  | 27–9  | 22–14 | 8–6  |
| Suns de Phoenix          | 34 | 39 | 73 | .466 | 19   | 17–22 | 17–17 | 6–9  |
| Kings de Sacramento      | 31 | 41 | 72 | .431 | 21.5 | 16–19 | 15–22 | 8–5  |
| Warriors de Golden State | 15 | 50 | 65 | .231 | 34   | 8–26  | 7–24  | 2–11 |